# Bharagonalia palawa
Bharagonalia palawa är en insektsart som beskrevs av Young 1986. Bharagonalia palawa ingår i släktet Bharagonalia och familjen dvärgstritar. Inga underarter finns listade i Catalogue of Life.